# Petalura hesperia
Petalura hesperia  (лат.) — вид крупных стрекоз рода Petalura Leach, 1815 (Petaluridae, Anisoptera). Австралия: Западная Австралия (юго-запад).

## Описание
Общая окраска тела коричневато-чёрная с жёлтыми отметинами на груди и брюшке. Постклипеус почти полностью жёлтый. 6-й брюшной сегмент полностью чёрный. Личинки на последней стадии достигают длины 5 см (от 48 до 55 мм); прементум субпрямоугольный; членики усиков с 3 по 6 сегменты округлые с боков; 6-й членик усиков личинки примерно в 2 раза длиннее своей ширины и явно короче, но шире, чем 3-й сегмент
.